# Paragaleodes judaicus
Espèce
Paragaleodes judaicus est une espèce de solifuges de la famille des Galeodidae.

## Distribution
Cette espèce se rencontre en Israël et en Syrie.

## Publication originale
- Kraepelin, 1899 : « Zur Systematik der Solifugen. » Mitteilungen aus dem Naturhistorischen Museum in Hamburg, vol. 16, p. 195–259 (texte intégral).